# David Payne (artiste)
David Payne (1843-1894) est un peintre paysagiste écossais.

## Biographie
Payne est né à Annan dans l'ancien comté du Dumfriesshire, fils d'un maçon. Il poursuivit son éducation à l'Annan Academy (avec l'artiste William Ewart Lockhart). Il gagna d'abord sa vie en tant que peintre en bâtiment avant de devenir artiste. Payne déménagea à Derby en 1869 puis vécut à plusieurs endroits dans le Derbyshire dans les années 1880, parmi lesquels on peut compter Duffield et Barrow upon Trent. Payne fut l'élève de George Turner « Derbyshire's John Constable » (le « John Constable du Derbyshire ») qui vivait aussi à Barrow upon Trent.

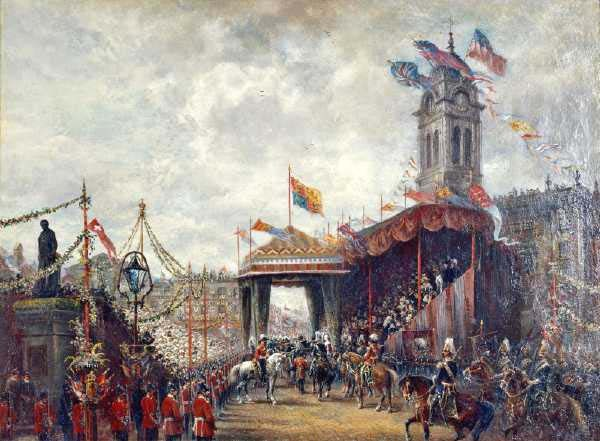
La Reine Victoria à Derby

Payne devint peintre de paysages ruraux et de trompe-l'œil. Il exposa ses œuvres à la Royal Birmingham Society of Artists, au Nottingham Museum and Art Gallery et fut membre de la Royal Scottish Academy. On le considère comme l'un des meilleurs artistes de Birmingham du XIVe siècle. En 1891, la reine Victoria vint à Derby pour la pose de la pierre inaugurale du Derbyshire Royal Infirmary et pour anoblir Sir Alfred Haslam. David Payne immortalisa cette scène où des centaines de gens, soldats chevaux et oiseaux vinrent rencontrer la reine. Ce tableau est maintenant au Derby Museum and Art Gallery, mais d'autres de ses œuvres sont conservées dans sa ville natale.
Payne s'est marié et a eu quatorze enfants. Il est mort à Sheffield en 1894.